# Wilhelm Lothar Maria von Kerpen
Wilhelm Lothar Maria von Kerpen (Illingen, 24 maggio 1761 – Vienna, 26 dicembre 1823) è stato un generale austriaco.

## Biografia

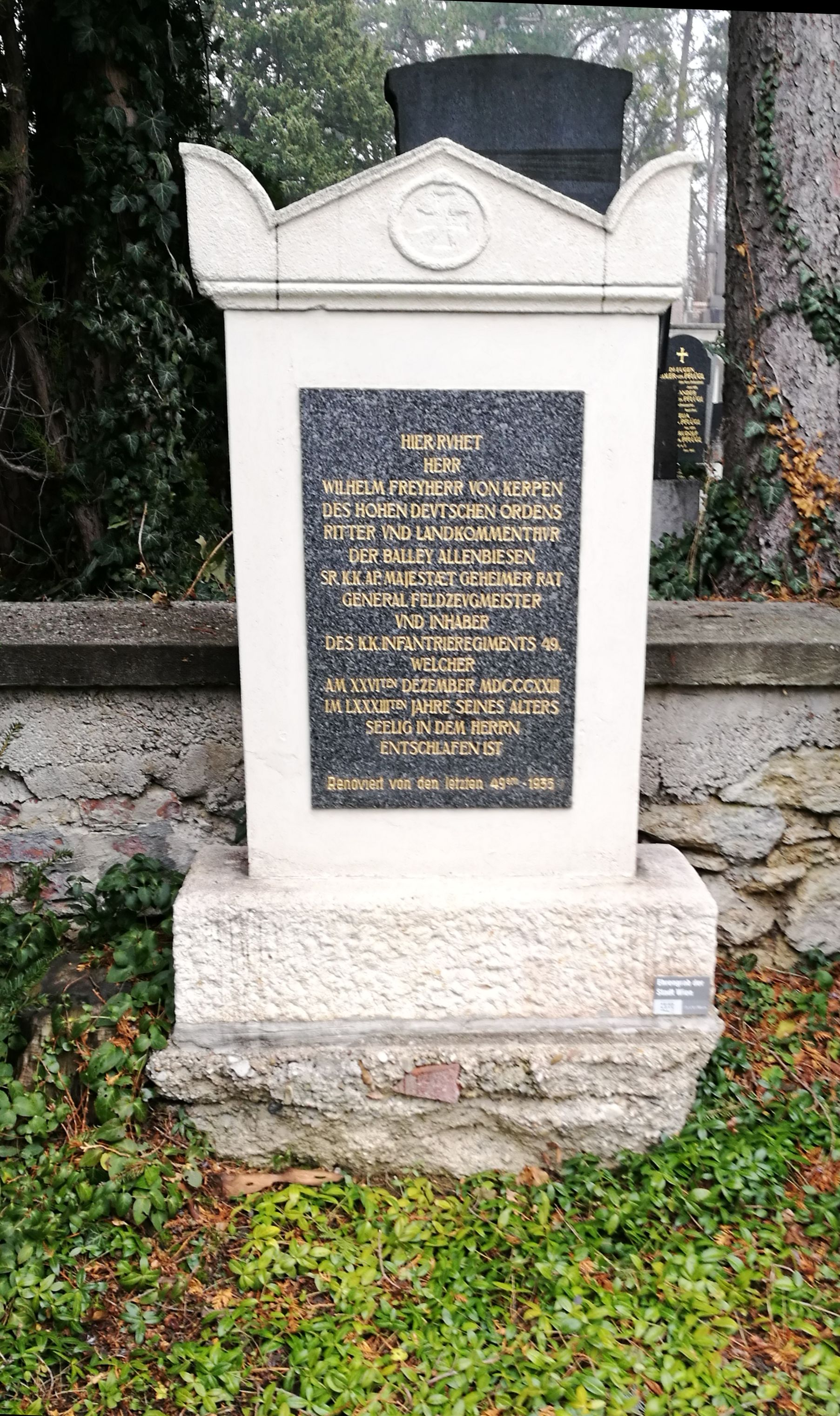
La tomba del generale von Kerpen nel cimitero di Hietzinger

Divenuto generale allo scoppio della Rivoluzione francese, guidò una brigata sotto il comando del principe Giosia di Sassonia-Coburgo-Saalfeld nel corso della guerra della prima coalizione. Nella primavera del 1796 venne trasferito in Italia dove ottenne il comando di una brigata nella battaglia di Cairo Montenotte. Venne successivamente inviato a difendere il Tirolo. Promosso feldmaresciallo luogotenente, guidò i suoi uomini contro il corpo d'armata del generale francese Barthélemy Catherine Joubert a Salorno, Klausen ed a Bressanone nel marzo del 1797. In quello stesso anno divenne proprietario del 49º reggimento di fanteria, incarico che mantenne sino alla sua morte.
Kerpen divenne vice-comandante generale in Boemia dal 1803 al 1807. Nominato consigliere privato e ciambellano imperiale nel 1807, ottenne il comando generale dell'Austria Interna dal 1807 al 1809, venendo contestualmente promosso al rango di Feldzeugmeister. Servì quindi come vicepresidente del Consiglio Aulico dal gennaio del 1810 al novembre del 1813. Sul finire dell'anno si ritirò dal servizio attivo. Morì a Vienna nel 1823, scapolo e senza eredi.